# بيتر أندريه
بيتر أندريه (بالإنجليزية: Peter Andre)‏ (27 فبراير 1973 بلندن في الإمبراطورية الرومانية - ) هو مغني ومغن مؤلف وملاكم بريطاني.

## روابط خارجية
- بيتر أندريه على موقع IMDb (الإنجليزية)
- بيتر أندريه على موقع ميوزك برينز (الإنجليزية)
- بيتر أندريه على موقع إن إن دي بي (الإنجليزية)
- بيتر أندريه على موقع أول ميوزيك (الإنجليزية)
- بيتر أندريه على موقع ديسكوغز (الإنجليزية)